# عمران نذر حسین
عمران نزار حسین محقق، فیلسوف و نویسنده اسلامی و متخصص در جهان سیاست، اقتصاد، معادشناسی، مسائل اجتماعی و اقتصادی-سیاسی مدرن و متخصص در امور بین‌المللی است. وی نویسندهٔ کتاب پرفروش «اورشلیم (بیت‌المقدس) در قرآن» می‌باشد.

## زندگی‌نامه
وی در جزیرهٔ کارائیب ترینیداد در سال ۱۹۴۲ میلادی در خانواده‌ای به دنیا آمد که اجداد آن‌ها به عنوان کارگر قرار دادی از هند مهاجرت کرده بودند. وی از فارغ التحصیلان مؤسسهٔ علمیه در کراچی می‌باشد و وی در مقاطع بالا در موسسه‌های مختلفی چون دانشگاه کراچی، دانشگاه هند غربی، دانشگاه الازهر و مؤسسه تحصیلات تکمیلی روابط بین‌الملل در سوئیس به تحصیل علوم پرداخته است.
او برای چندین سال به عنوان مسئول خدمات خارجی در وزارت امور خارجهٔ دولت ترینیداد و توباگو کار می‌کرد، اما کارش را در سال ۱۹۸۵ برای وقف زندگی‌اش برای رسالت اسلام ترک کرد.
او به مدت ۱۰ سال در نیویورک زندگی کرد و در این مدت وی به عنوان مدیر مطالعات اسلامی برای کمیتهٔ مشترک سازمان‌های مسلمان نیویورک بزرگ کار می‌کرد. وی در مورد اسلام در بسیاری از دانشگاه‌های آمریکایی و کانادایی، کالج‌ها، کلیساها، کنیسه‌ها، زندان‌ها، سالن‌های اجتماعی و غیره سخنرانی کرد. وی همچنین در مباحثات با عالمان مسیحی و یهودی در حالی که نمایندهٔ اسلام در آمریکا بود شرکت کرد. برای مدتی امام مسجد دارالقرآن لانگ آیلند نیویورک بود. وی همچنین ده سال متوالی، هر ماه یک بار در مقر سازمان ملل در منهتن امامت و خطابهٔ نماز جمعه را بر عهده داشت.
او مدیر سابق مطالعات اسلامی مؤسسهٔ علمیهٔ کراچی، پاکستان، مدیر تحقیقات کنگرهٔ جهانی مسلمانان در کراچی، پاکستان، مدیر مؤسسهٔ اسلامی برای تعلیم و تحقیقات در میامی، فلوریدا و مدیر دعوت برای تنظیم اسلامی در آمریکای شمالی.
وی بعد از فارغ‌التحصیلی از مؤسسهٔ علمیهٔ کراچی در سال ۱۹۷۱ و سن ۲۹ به‌طور مداوم و وسیع برای تورهای درس‌های اسلامی در سفر به سراسر دنیا بوده است.

## دیدگاه
"شیخ عمران حسین مفتی اعظم حنفی‌ها در آمریکای لاتین و نویسنده معروف جهان اسلام در سخنانی به تعریف و تمجید رهبر ایران پرداخت و گفت:"ایران به دلیل داشتن چنین رهبری به درستی در برابر ظالمین جهان به سرکردگی آمریکا ایستاده است"
همچنین او در رابطه با رهبر ایران می‌گوید:
آیت الله خامنه ای یک سروگردن از تمام سیاستمداران جهان بالاتر است.
او می‌گوید به نظر من تنها رهبری ایران که خداوند حفظش کند می‌تواند با این سیاست اقتصادی آمریکا مقابله نماید.

## آثار
وی بیش از ده کتاب در بارهٔ اسلام نوشته است که همواره با استقبال عمومی مواجه بوده. در واقع کتاب بیت‌المقدس در قرآن - دیدگاه اسلامی بر سرنوشت بیت‌المقدس از جمله پرفروش‌ترین کتاب‌های او هستند که به زبان‌های مختلفی ترجمه شده است.
ملک بدری، رئیس مؤسسه بین‌المللی اندیشه و تمدن اسلامی در کوالالامپور، مالزی، بیان می‌دارد:اگرچه بیت‌المقدس در قرآن یک نوشتهٔ تحقیقی بسیار دقیق است که منابع دینی و تاریخی را با حوادث سیاسی اخیر در هم آمیخته و تفاسیر قرآن و احادیث را روشن نموده، مثل یک داستان پیش می‌رود.
ابوالفضل محسن ابراهیم، استاد مطالعات اسلامی در دانشگاه دوربان در آفریقای جنوبی، در مورد این کتاب می‌گوید:
بیت‌المقدس در قرآن در زمانی بسیار مهم نوشته شد که روحیهٔ مسلمانان در پایین‌ترین سطح خود می‌باشد. حملات خشن، آشکار و پی در پی اسرائیل در سرزمین مقدس.
این کتاب تمجیدات بزرگی را از دانشوران برجسته‌ای چون معاونت دانشگاه کراچی و مورخ مشهور، دکتر اشتیاق حسین قریشی، حقوق دان و فیلسوف برجستهٔ پاکستانی، ای. کی بروهی وجامعه‌شناس برجستهٔ مسلمان، دکتر بشارت علی دریافت نمود. مولانا دکتر فضل الرحمان انصاری، محقق اسلام در عصر مدرن، کتاب رایک دستاورد بسیار امیدوارکننده نامید.

## کتاب‌ها
- Jerusalem in the Quran
- The Gold Dinar and Silver Dirham - Islam and Future of Money
- Dreams in Islam - A Window to Truth and to the Heart
- A Muslim response to the Attack on America
- The Religion of Abraham and the State of Israel - A View from the Qur'an
- The Caliphate, the Hejaz and the Saudi-Wahhabi Nation-State
- One Ameer, One Jamaat - The Organization of a Muslim Community in the Age of Fitan
- Islam and Buddhism in the Modern World
- The Prohibition of Riba in the Qur'an and Sunnah
- The Importance of the Prohibition of Riba in Islam
- The Strategic Importance of the Fast of Ramadan and Isra & Mi'raj
- The Qur'anic Method of Curing Alcoholism and Drug Addiction
- George Bernard Shaw and the Islamic Scholar
- Surah al-Kahf: Text, Translation and Modern Commentary
- Surah al-Kahf and the Modern Age
- Signs of the Last Day in the Modern Age
- The Islamic Travelogue (Two different travelogues exist)
- An Islamic View of Gog and Magog in the Modern Age